# Elizabeta Tirolska
Elizabeta Tirolska (eng. Elisabeth of Tirol) (1220./25. – 10. listopada 1256.) bila je grofica Burgundije.
Bila je kći grofa Alberta IV. Tirolskog (? – 1253.) i njegove žene, Ute od Frontenhausen-Lechsgemünda. Albert nije imao sinova; žena mu je rodila Elizabetu i Adelajdu (? – 1279.). 
Elizabeta je bila žena grofa Otona III. Burgundskog; nisu imali djece. Poslije se udala za grofa Gebharda IV. od Hirschberga.